# 1639년 아마트리체 지진
1639년 아마트리체 지진(1639 Amatrice earthquake)은 10월 7일 당시 나폴리 왕국(현재의 이탈리아)의 일부였던 트론토강 상류 계곡의 아마트리체 근처에서 발생했다.

## 역사
오르시니가 왕자는 지진으로 파괴된 도시를 떠났고, 지진의 충격은 15분 동안 지속되어 약 500명이 사망했다(많은 시신이 잔해 아래 남아 있었지만). 당시 피해는 40만~100만 스쿠디로 추산됐다.
다음해 10월 14일에는 강한 여진이 일어났다.
많은 주민들이 시골로 도망쳐 텐트를 쳤고, 다른 주민들은 산 도메니코 교회에서 피난처를 찾았다. 파괴되거나 심하게 손상된 건물 중에는 오르시니 왕자의 궁전(지진 당시 그들은 도시 밖에 있었음), 팔라조 델 레지멘토(Palazzo del Reggimento, 연대의 궁전), 성 십자가 교회 및 기타 주택이 있었다. 지진의 종식을 기원하기 위해 사람들은 묵주와 행렬을 조직했다. 또한 당시 주요 수입원이었던 소의 손실이 심해 인구가 로마와 아스콜리 피체노로 이주하게 되었다.
지진의 영향은 1639년 카를로 티베리(Carlo Tiberi)가 발행한 보고서에 자세히 설명되어 있으며, 이후 같은 해 제2판에서 개정 및 업데이트되었다.

## 같이 보기
- 2016년 8월 이탈리아 중부 지진